# Antoni (Siewriuk)
Antoni, imię świeckie Anton Jurjewicz Siewriuk (ur. 12 października 1984 w Twerze) – rosyjski biskup prawosławny.

## Życiorys
W 2002 ukończył miejską szkołę „Twierski licej” (liceum twerskie) ze złotym medalem. Jako uczeń szkoły średniej był hipodiakonem w soborze Zmartwychwstania Pańskiego w Twerze. W 2002 wstąpił do seminarium duchownego w Petersburgu. Działał w ruchu młodzieży prawosławnej i prowadził w seminarium fakultatywne zajęcia z języka angielskiego. Seminarium ukończył w 2007 jako jeden z najlepszych absolwentów, broniąc pracy poświęconej eschatologii różnych religii, i został przyjęty na studia na Petersburskiej Akademii Duchownej bez egzaminu wstępnego.
Od tego samego roku pracował jako referent w Wydziale Zewnętrznych Stosunków Cerkiewnych Patriarchatu Moskiewskiego. Od 2008 do 2009 wykładał w seminarium duchownym w Smoleńsku. W lutym 2009 nowo wybrany patriarcha moskiewski i całej Rusi Cyryl, dotąd metropolita smoleński i kaliningradzki, wyznaczył go na swojego osobistego sekretarza. W marcu 2009 patriarcha Cyryl postrzygł go na mnicha riasofornego, nadając mu imię zakonne Antoni na cześć św. Antoniego Wałaamskiego. 8 marca 2009 w soborze Chrystusa Zbawiciela został wyświęcony na diakona, zaś 3 kwietnia 2010 – na kapłana. W czerwcu tego samego roku ukończył, jako jeden z najlepszych absolwentów, Petersburską Akademię Duchowną.
Od marca do maja 2011 był proboszczem stauropigialnej parafii św. Mikołaja w Rzymie. Następnie powierzono mu analogiczne obowiązki w nowo otwartej cerkwi św. Katarzyny. W tym samym roku został sekretarzem parafii Rosyjskiego Kościoła Prawosławnego we Włoszech. W 2013 otrzymał godność archimandryty.
7 października 2015 złożył na ręce patriarchy moskiewskiego i całej Rusi Cyryla wieczyste śluby mnisze, zachowując dotychczasowe imię, lecz przyjmując jako nowego patrona św. Antoniego Rzymianina. 22 października Święty Synod Rosyjskiego Kościoła Prawosławnego nominował go na biskupa bogorodzkiego, wikariusza eparchii moskiewskiej. Równocześnie powierzył mu obowiązki kierownictwa zarządu instytucji zagranicznych Patriarchatu Moskiewskiego. Chirotonia odbyła się 26 października 2015 w Monasterze Nowodziewiczym w Moskwie pod przewodnictwem patriarchy moskiewskiego i całej Rusi Cyryla.
Postanowieniem Świętego Synodu z 29 lipca 2017 r. został zwolniony z obowiązków sekretarza parafii Rosyjskiego Kościoła Prawosławnego we Włoszech. Jednocześnie tytuł hierarchy uległ zmianie na „zwienigorodzki”.
Od 11 września 2017 r. – w związku ze śmiercią arcybiskupa Teofana (Galinskiego) – zarządzał czasowo eparchią berlińską i niemiecką. 28 grudnia 2017 r. został ordynariuszem dwóch eparchii – wiedeńskiej i austriackiej oraz budapeszteńskiej i węgierskiej, z tytułem biskupa wiedeńskiego i budapeszteńskiego. Jednocześnie objął czasowe zwierzchnictwo nad Patriarszymi parafiami we Włoszech, które sprawował do października 2018 r.
1 lutego 2018 r. podniesiony do godności arcybiskupa.
30 maja 2019 r. został patriarszym egzarchą zachodnioeuropejskim (i jednocześnie ordynariuszem eparchii chersoneskiej). Następnego dnia otrzymał godność metropolity.
W 2022 r. Święty Synod Rosyjskiego Kościoła Prawosławnego powierzył mu stanowisko przewodniczącego Wydziału Zewnętrznych Stosunków Cerkiewnych i nadał status członka stałego Synodu. Metropolita Antoni czasowo pozostał egzarchą zachodnioeuropejskim, natomiast przestał zarządzać eparchią chersoneską. Nadany mu został tytuł metropolity wołokołamskiego.